# 記憶裂痕
，是一部2003年由華裔導演吳宇森執導的美國科幻動作片，改編自《關鍵報告》（The Minority Report）作者菲利普·狄克（Philip K. Dick）另一暢銷同名小說記憶裂痕。

## 演員
- 本·阿弗莱克
- 艾伦·艾克哈特
- 鄔瑪·舒曼
- 米高·C·賀爾

## 外部連結
- 互联网电影数据库（IMDb）上《記憶裂痕》的资料（英文）
- AllMovie上《記憶裂痕》的资料（英文）
- 爛番茄上《記憶裂痕》的資料（英文）
- 豆瓣电影上《記憶裂痕》的資料 （简体中文）
- Metacritic上《記憶裂痕》的資料（英文）
- Box Office Mojo上《記憶裂痕》的資料（英文）

1. ↑  Woo, John, , Paramount Pictures, Dreamworks Pictures, Davis Entertainment, 2003-12-25  [2022-03-16], （原始内容存档于2022-07-14）